# حمض ثنائي الكبريتوز
حمض ثنائي الكبريتوز (أو بيرو حمض الكبريتوز) هو حمض أكسجيني مضاعف الكبريت صيغته H2S2O5، وهو غير مستقر ولم يتم التمكن بعد من الحصول عليه بالشكل الحر؛ لكن أملاحه التي تدعى ثنائي كبريتيت معروفة ومستقرة.

## الخواص
تبلغ حالة أكسدة الكبريت الوسطية في هذا المركب مقدار +4، حيث أن حالة أكسدة ذرة الكبريت المرنبطة بثلاث ذرات أكسجين تبلغ +5، في حين أن الأخرى المرتبطة بذرتي أكسجين تبلغ حالة الأكسدة فيها +3.
يحوي هذا المركب على رابطة مباشرة بين ذرتي الكبريت S-S، وتتميز بأن طولها أكبر من المعتاد بالمقارنة مع الرابطة نفسها في مركبات أخرى، مما يعكس عدم استقرار هذا المركب.